# تری اسپرینگ (ایندیانا)
تری اسپرینگ (به انگلیسی: Tree Spring) یک منطقهٔ مسکونی در ایالات متحده آمریکا است که در شهرستان ورمیلیون، ایندیانا واقع شده‌است. تری اسپرینگ ۱۸۴ متر بالاتر از سطح دریا واقع شده‌است.